# Inulopsis
Inulopsis es un género de plantas con flores perteneciente a la familia de las asteráceas. Comprende 4 especies descritas y de estas, solo 3 aceptadas.

## Taxonomía
El género fue descrito por O.Hoffm. in Engler & Prantl y publicado en Die Natürlichen Pflanzenfamilien 4(5): 145, 149. 1890.

## Especies
A continuación se brinda un listado de las especies del género Inulopsis aceptadas hasta junio de 2011, ordenadas alfabéticamente. Para cada una se indica el nombre binomial seguido del autor, abreviado según las convenciones y usos.
- Inulopsis camporum (Gardner) G.L.Nesom
- Inulopsis scaposa O.Hoffm.
- Inulopsis stenophylla Dusén